# Servizio automobilistico dell'Esercito
Il Servizio automobilistico dell'Esercito era la precedente denominazione dell'attuale Arma dei Trasporti e dei Materiali dell'Esercito Italiano.

## Storia
A seguito dell'atto n. 51 del Ministero della Guerra del 1903 vennero selezionati, nella Brigata ferrovieri del Genio, un gruppo di militari che si specializzavano nella conduzione delle automobili, poi costituito nel 1905 come "Nucleo Automobilistico".
Questo servizio ebbe diversi nomi: nel 1906 divenne la "Sezione Automobili" distaccata della stessa Brigata, poi rinominato Battaglione automobilisti, diviso in due gruppi dislocati rispettivamente a Torino e a Roma, nel 1911 venne chiamata Battaglione autofotoelettrico e le compagnie addette divennero sei, divise fra il Reggimento artiglieria da campagna (quattro) e il Reggimento artiglieria a cavallo (due). Durante la prima guerra mondiale c'erano sette compagnie sotto il nome di Compagnie automobilistiche d'artiglieria. Tra i primi autieri, ricordiamo il Presidente della Repubblica Sandro Pertini che a metà del 1916 fu destinato alla 1ª Compagnia Automobilisti del 25º Reggimento Artiglieria, di stanza presso il Comando della I Armata in Trentino.
Il 20 aprile 1920 vennero costituiti, tra altri enti, anche 10 Centri automobilistici.
Il 7 gennaio 1923 fu costituito il Servizio trasporti militari con 10 Raggruppamenti trasporti (uno per Corpo d'Armata) in sostituzione dei Centri automobilistici e un'Officina costruzioni automobilistiche a Bologna.
Con la legge 11 marzo 1926, n. 396 il Servizio dei trasporti militari divenne Servizio automobilistico militare e fu organizzato in dodici Centri automobilistici, un Ispettorato tecnico automobilistico e una Officina automobilistica; ciascun Centro era costituito da un comando, un deposito e un gruppo o una compagnia automobilistica.
Il 20 maggio 1932 venne concesso al Servizio automobilistico militare il motto araldico: Fervent Rotæ, Fervent Animi (fervono le ruote, fervono gli animi).
Nel 1935, dopo aver assunto il nome di Automobilismo militare divenne, nello stesso anno, a seguito del decreto legge 27 dicembre 1935, n. 2171, Corpo automobilistico.
Il 18 marzo 1936 vennero determinati il fregio e le mostrine. Nello stesso anno, nel corso della campagna d'Etiopia, venne costituita la memorabile autocolonna di oltre 1.600 veicoli, detta della "ferrea volontà" che da Dessié raggiunse Addis Abeba, in tempi inferiori ad ogni previsione.
Per decreto del 7 giugno 1938 fu concesso al Corpo il Labaro e nel 1942 venne concessa la Bandiera di Guerra.
Durante la Seconda Guerra Mondiale, gli Autieri, presenti su tutti i fronti, diedero un altissimo tributo di sangue per tutta la durata del conflitto. Innumerevoli gli episodi di eroismo e rilevanti le perdite su tutti i fronti: Occidentale, Africa settentrionale ed orientale, Balcani, Russia e nella Guerra di Liberazione.
Il 1º luglio 1942 il Corpo fu ampliato e i Centri automobilistici divennero 16 e cambiarono la denominazione in "Reggimenti Autieri". Nello stesso anno fu istituito l'Ispettorato del Corpo automobilistico.
Il 20 gennaio 1948 assunse il nome di Servizio automobilistico, con la conseguenza che i Reggimenti autieri assunsero di nuovo la denominazione di Centri autieri". Vennero altresì definite le mostrine e il fregio (le mostrine rimasero uguali, mentre il fregio perse il nodo di Savoia). Il servizio era diretto da un Tenente Generale e posto alle dipendenze del Capo di stato maggiore dell'Esercito.
Il 4 novembre 1954 San Cristoforo Martire venne proclamato Celeste Patrono del Servizio automobilistico.
Nel 1955 venne istituito il Museo storico della motorizzazione militare.
L'11 ottobre 1965 venne concesso lo stemma araldico al Servizio automobilistico.
Nel 1975, in seguito alla ristrutturazione dell'Esercito, si costituirono i Battaglioni logistici.
Con la Legge 20 settembre 1980, n. 574 il Servizio automobilistico riassunse la denominazione di Corpo automobilistico. Nello stesso anno estese le sue competenze, su determinazione dello Stato Maggiore dell'Esercito, alla gestione di tutti i materiali di armamento (artiglieria, armi, munizionamento, materiale del Genio, materiale delle Trasmissioni e materiale dell'Aviazione leggera dell'Esercito).
Il 1º ottobre 1981 divenne Corpo automobilistico dell'Esercito e, nella circostanza, si formò il Comando dei trasporti e materiali dell'Esercito nel quale confluirono il Comando del Corpo automobilistico ed il Comando dei servizi materiali d'armamento.
Con decreto legislativo 30 dicembre 1997, n. 490, il Corpo assunse infine l'attuale denominazione di Arma dei trasporti e dei materiali dell'Esercito.

## Campagne di guerra
- Guerra italo-turca, 1911-1912
- Prima guerra mondiale, 1915-1918
- Guerra d'Etiopia, 1935-1936
- Seconda guerra mondiale, 1940-1943
- Guerra di Liberazione, 1943-1945

## Ricompense alla Bandiera di Guerra del Servizio (poi Corpo) automobilistico dell'Esercito
La Bandiera era custodita presso il Comando della Scuola trasporti e materiali alla Cecchignola:
 Medaglia d'argento al valor militare (al Corpo automobilistico, Seconda guerra mondiale, 1940-1945)
 Medaglia di bronzo al valor militare (al Corpo automobilistico, Guerra d'Etiopia, 1935-1936)
 Croce di guerra al valor militare (alle Compagnie automobilistiche d'artiglieria, Prima guerra mondiale, 1915-1918)
 Medaglia di bronzo al valore dell'Esercito (Terremoto in Campania e Basilicata, 1980)
 Medaglia d'oro al merito civile (Territorio Nazionale, 1980-2006)
 Croce d'argento al merito dell'Esercito (Albania, 1991-1993)
Sulla bandiera del Corpo sono anche le ricompense concesse ad unità disciolte e non più ricostituite:
 Medaglia d'argento al valor militare (al 12° Autoraggruppamento - Africa settentrionale, 1940-1943)
 Croce di guerra al valor militare (alla Cp. Aut. della Tripolitania, Guerra di Libia, 1911-1912)
 Croce di guerra al valor militare (all'Autogruppo Eritrea, Guerra d'Etiopia, 1935-1936)
 Croce di guerra al valor militare (all'10° Autoraggruppamento di manovra, Albania 1940-1941)